# Playoffs NBA 1951
Los Playoffs de la NBA de 1951 fueron el torneo final de la temporada 1950-51 de la NBA. Concluyó con la victoria de Rochester Royals, campeón de la Conferencia Oeste, sobre New York Knicks, campeón de la Conferencia Este, por 4-3.
Los Royals (actualmente Sacramento Kings) aparecieron en todas las tres finales en las que estuvieron en la NBL, ganando un campeonato. Este campeonato suponía el primero (y hasta la fecha el único) en el tiempo que la franquicia lleva en la NBA.
Los Knicks llegaron por primera vez a unas Finales, y esta sería la primera de tres apariciones consecutivas en las series por el campeonato. Tendrían que esperar hasta 1970 para ganar su primer título de la NBA.
Los Playoffs de 1951 también vieron como Boston Celtics regresaban a las series después de tres años de ausencia. Los Celtics no volverían a fallar a la hora de clasificarse para los playoffs hasta 1970, después de haber ganado 11 títulos de la NBA.

## Formato
Una vez terminada la temporada regular, la clasificación para los playoffs se produce de la siguiente manera: Clasifican los 4 mejores equipos de cada divisíon. Se ordenan en orden descendente según la cantidad de victorias.
Una vez que se establecen los puestos definitivos para los playoffs, se realizan unas eliminatorias denominadas: Semifinales, Final de división y Final de la NBA y los clubes que ganen sus eliminatorias se van clasificando de la siguiente forma:
|  | Semifinales de división | Semifinales de división |  |  | Final de división              | Final de división              |  |  | Finales de la NBA | Finales de la NBA |
|  | 1-1-1                   | 1-1-1                   |  |  | 1-1-1-1-1 (Este) 2-2-1 (Oeste) | 1-1-1-1-1 (Este) 2-2-1 (Oeste) |  |  | 2-2-1-1-1         | 2-2-1-1-1         |
|  |                         |                         |  |  |                                |                                |  |  |                   |                   |
|  |                         |                         |  |  |                                |                                |  |  |                   |                   |
|  |                         |                         |  |  |                                |                                |  |  |                   |                   |
|  | 1.º Clasificado         |                         |  |  |                                |                                |  |  |                   |                   |
|  |                         |                         |  |  |                                |                                |  |  |                   |                   |
|  | 4.º Clasificado         |                         |  |  |                                |                                |  |  |                   |                   |
|  |                         |                         |  |  |                                |                                |  |  |                   |                   |
|  |                         |                         |  |  |                                |                                |  |  |                   |                   |
|  |                         |                         |  |  |                                |                                |  |  |                   |                   |
|  | 2.º Clasificado         |                         |  |  |                                |                                |  |  |                   |                   |
|  |                         |                         |  |  |                                |                                |  |  |                   |                   |
|  | 3.º Clasificado         |                         |  |  |                                |                                |  |  |                   |                   |
|  |                         |                         |  |  |                                |                                |  |  |                   |                   |
|  |                         |                         |  |  |                                |                                |  |  |                   |                   |
|  |                         |                         |  |  |                                |                                |  |  |                   |                   |
|  | 1.º Clasificado         |                         |  |  |                                |                                |  |  |                   |                   |
|  |                         |                         |  |  |                                |                                |  |  |                   |                   |
|  | 4.º Clasificado         |                         |  |  |                                |                                |  |  |                   |                   |
|  |                         |                         |  |  |                                |                                |  |  |                   |                   |
|  |                         |                         |  |  |                                |                                |  |  |                   |                   |
|  |                         |                         |  |  |                                |                                |  |  |                   |                   |
|  | 2.º Clasificado         |                         |  |  |                                |                                |  |  |                   |                   |
|  |                         |                         |  |  |                                |                                |  |  |                   |                   |
|  | 3.º Clasificado         |                         |  |  |                                |                                |  |  |                   |                   |
|  |                         |                         |  |  |                                |                                |  |  |                   |                   |

Las semifinales de división se juegan en un formato al mejor de 3 partidos, en el que se tiene que ganar 2 partidos para clasificarse para la siguiente ronda. Los equipos se alternan la localía entre los encuentros de la serie, dejando al equipo con ventaja de campo con 2 partidos como local, el primero y el hipotético tercer encuentro, mientras que el rival juega en su pabellón en el segundo partido (Formato: 1-1-1). Se establece como equipo con ventaja de campo al que haya tenido mejor balance en liga entre los 2 contendientes de una eliminatoria.
Las finales de división se juegan en un formato al mejor de 5 partidos, siendo 3 triunfos los necesarios para avanzar de ronda. Al igual que en las semifinales la localía se reparte entre los equipos alternativamente (Formato: 1-1-1-1-1), sin embargo en la división oeste el equipo con ventaja de campo disputa en su pabellón los encuentros 1, 2 y 5, mientras que el rival es local en los partidos 3 y 4 (Formato: 2-2-1).
Las finales de la NBA se juegan en un formato al mejor de 7 partidos, consiguiendo la corona el equipo que obtenga 4 triunfos en la serie. El equipo con ventaja de campo juega de local los encuentros 1, 2, 5 y 7, disputando en el pabellón rival los encuentros 3, 4 y 6 (Formato: 2-2-1-1-1).

## Clasificación[1]

### División Este
| Puesto | Equipo                | Récord |
| ------ | --------------------- | ------ |
| 1      | Philadelphia Warriors | 40-26  |
| 2      | Boston Celtics        | 39-30  |
| 3      | New York Knicks       | 36-30  |
| 4      | Syracuse Nationals    | 32-34  |

### División Oeste
| Puesto | Equipo                 | Récord |
| ------ | ---------------------- | ------ |
| 1      | Minneapolis Lakers     | 44-24  |
| 2      | Rochester Royals       | 41-27  |
| 3      | Fort Wayne Pistons     | 32-36  |
| 4      | Indianapolis Olympians | 31-37  |

## Cuadro de enfrentamientos
|  | Semifinales de Conferencia | Semifinales de Conferencia | Semifinales de Conferencia |   |                    | Finales de Conferencia | Finales de Conferencia | Finales de Conferencia |  |    | Finales de la NBA | Finales de la NBA | Finales de la NBA |
|  |                            |                            |                            |   |                    |                        |                        |                        |  |    |                   |                   |                   |
|  | E1                         | Philadelphia Warriors      | 0                          |   |                    |                        |                        |                        |  |    |                   |                   |                   |
|  | E4                         | Syracuse Nationals         | 2                          |   |                    |                        |                        |                        |  |    |                   |                   |                   |
|  | E4                         | Syracuse Nationals         | 2                          |   | E4                 | Syracuse Nationals     | 2                      |                        |  |    |                   |                   |                   |
|  | Conferencia Este           |                            |                            |   | E4                 | Syracuse Nationals     | 2                      |                        |  |    |                   |                   |                   |
|  |                            | E3                         | New York Knicks            | 3 |                    |                        |                        |                        |  |    |                   |                   |                   |
|  | E2                         | E3                         | New York Knicks            | 3 | Boston Celtics     | 0                      |                        |                        |  |    |                   |                   |                   |
|  | E2                         |                            |                            |   | Boston Celtics     | 0                      |                        |                        |  |    |                   |                   |                   |
|  | E3                         | New York Knicks            | 2                          |   |                    |                        |                        |                        |  |    |                   |                   |                   |
|  | E3                         | New York Knicks            | 2                          |   |                    |                        |                        |                        |  | E3 | New York Knicks   | 3                 |                   |
|  |                            |                            |                            |   |                    |                        |                        |                        |  | E3 | New York Knicks   | 3                 |                   |
|  |                            | O2                         | Rochester Royals           | 4 |                    |                        |                        |                        |  |    |                   |                   |                   |
|  | O1                         | O2                         | Rochester Royals           | 4 | Minneapolis Lakers | 2                      |                        |                        |  |    |                   |                   |                   |
|  | O4                         | Indianapolis Olympians     | 1                          |   |                    |                        |                        |                        |  |    |                   |                   |                   |
|  | O4                         | Indianapolis Olympians     | 1                          |   | O1                 | Minneapolis Lakers     | 1                      |                        |  |    |                   |                   |                   |
|  | Conferencia Oeste          |                            |                            |   | O1                 | Minneapolis Lakers     | 1                      |                        |  |    |                   |                   |                   |
|  |                            | O2                         | Rochester Royals           | 3 |                    |                        |                        |                        |  |    |                   |                   |                   |
|  | O2                         | O2                         | Rochester Royals           | 3 | Rochester Royals   | 2                      |                        |                        |  |    |                   |                   |                   |
|  | O2                         |                            |                            |   | Rochester Royals   | 2                      |                        |                        |  |    |                   |                   |                   |
|  | O3                         | Fort Wayne Pistons         | 1                          |   |                    |                        |                        |                        |  |    |                   |                   |                   |

Negrita - Ganador de las series
cursiva - Equipo con ventaja de campo

## Semifinales de División

### División Este

#### (1) Philadelphia Warriors vs. (4) Syracuse Nationals
| 20 de marzo                   | Syracuse Nationals                                | 91–89       | Philadelphia Warriors     |  |  |  |
|                               | Parciales: 19–27, 29–23, 19–18, 22–21 (T.E.: 2–0) |             |                           |  |  |  |
|                               | Estadísticas Fred Scolari 23                      | Reporte Pts | Estadísticas Joe Fulks 30 |  |  |  |
| Syracuse lidera la serie, 1–0 |                                                   |             |                           |  |  |  |
|                               |                                                   |             |                           |  |  |  |

| 22 de marzo                 | Philadelphia Warriors                 | 78–90       | Syracuse Nationals            |  |  |  |
|                             | Parciales: 18–24, 11–20, 23–22, 26–24 |             |                               |  |  |  |
|                             | Estadísticas Joe Fulks 22             | Reporte Pts | Estadísticas Dolph Schayes 24 |  |  |  |
| Syracuse gana la serie, 2–0 |                                       |             |                               |  |  |  |
|                             |                                       |             |                               |  |  |  |

| 30 de noviembre de 1950 | Syracuse Nationals | 78–81   | Philadelphia Warriors |  |
|                         |                    |         |                       |  |
|                         |                    | Reporte |                       |  |

| 28 de diciembre de 1950 | Syracuse Nationals | 88–91   | Philadelphia Warriors |  |
|                         |                    |         |                       |  |
|                         |                    | Reporte |                       |  |

| 21 de enero de 1951 | Philadelphia Warriors | 96–86   | Syracuse Nationals |  |
|                     |                       |         |                    |  |
|                     |                       | Reporte |                    |  |

| 4 de febrero de 1951 | Philadelphia Warriors | 75–78   | Syracuse Nationals |  |
|                      |                       |         |                    |  |
|                      |                       | Reporte |                    |  |

| 27 de febrero de 1951 | Syracuse Nationals | 72–86   | Philadelphia Warriors |  |
|                       |                    |         |                       |  |
|                       |                    | Reporte |                       |  |

| 4 de marzo de 1951 | Philadelphia Warriors | 79–85   | Syracuse Nationals |  |
|                    |                       |         |                    |  |
|                    |                       | Reporte |                    |  |

| 11 de marzo de 1951 | Philadelphia Warriors | 95–91   | Syracuse Nationals |  |
|                     |                       |         |                    |  |
|                     |                       | Reporte |                    |  |

| 17 de marzo de 1951 | Syracuse Nationals | 86–100  | Philadelphia Warriors |  |
|                     |                    |         |                       |  |
|                     |                    | Reporte |                       |  |

Es la segunda vez que se enfrentan estos equipos en playoffs, Syracuse ganó el primer encuentro.
| \| 1950 \| Syracuse Nationals \| 2–0 \| Philadelphia Warriors \| \| \| \| \| \| \| \| \| \| \| \| \| Pabellón: Semifinales División Este 1950 \| |                    |     |                       |                                          |
| 1950 | Syracuse Nationals | 2–0 | Philadelphia Warriors |                                          |
| |                    |     |                       |                                          |
| |                    |     |                       | Pabellón: Semifinales División Este 1950 |

#### (2) Boston Celtics vs. (3) New York Knicks
| 20 de marzo                 | New York Knicks                      | 83–69       | Boston Celtics              |  |  |  |
|                             | Parciales: 28–14, 9–17, 19–15, 27–23 |             |                             |  |  |  |
|                             | Estadísticas Vince Boryla 20         | Reporte Pts | Estadísticas Ed Macauley 23 |  |  |  |
| Knicks lidera la serie, 1–0 |                                      |             |                             |  |  |  |
|                             |                                      |             |                             |  |  |  |

| 22 de marzo               | Boston Celtics                        | 78–92       | New York Knicks               |  |  |  |
|                           | Parciales: 12–20, 15–19, 24–26, 27–27 |             |                               |  |  |  |
|                           | Estadísticas Ed Macauley 21           | Reporte Pts | Estadísticas Max Zaslofsky 27 |  |  |  |
| Knicks gana la serie, 2–0 |                                       |             |                               |  |  |  |
|                           |                                       |             |                               |  |  |  |

| 21 de noviembre de 1950 | Boston Celtics | 89–83   | New York Knicks |  |
|                         |                |         |                 |  |
|                         |                | Reporte |                 |  |

| 26 de noviembre de 1950 | New York Knicks | 90–93   | Boston Celtics |  |
|                         |                 |         |                |  |
|                         |                 | Reporte |                |  |

| 19 de diciembre de 1950 | New York Knicks | 86–80   | Boston Celtics |  |
|                         |                 |         |                |  |
|                         |                 | Reporte |                |  |

| 30 de diciembre de 1950 | Boston Celtics | 60–77   | New York Knicks |  |
|                         |                |         |                 |  |
|                         |                | Reporte |                 |  |

| 31 de diciembre de 1950 | New York Knicks | 90–100  | Boston Celtics |  |
|                         |                 |         |                |  |
|                         |                 | Reporte |                |  |

| 27 de enero de 1951 | Boston Celtics | 75–76   | New York Knicks |  |
|                     |                |         |                 |  |
|                     |                | Reporte |                 |  |

| 21 de febrero de 1951 | New York Knicks | 85–87   | Boston Celtics |  |
|                       |                 |         |                |  |
|                       |                 | Reporte |                |  |

| 1 de marzo de 1951 | New York Knicks | 84–78   | Boston Celtics |  |
|                    |                 |         |                |  |
|                    |                 | Reporte |                |  |

Es el primer encuentro de playoffs entre estos equipos.

### División Oeste

#### (1) Minneapolis Lakers vs. (4) Indianapolis Olympians
| 21 de marzo                      | Indianapolis Olympians                | 81–95       | Minneapolis Lakers           |  |  |  |
|                                  | Parciales: 14–29, 19–20, 28–19, 20–27 |             |                              |  |  |  |
|                                  | Estadísticas Ralph Beard 19           | Reporte Pts | Estadísticas George Mikan 41 |  |  |  |
| Minneapolis lidera la serie, 1–0 |                                       |             |                              |  |  |  |
|                                  |                                       |             |                              |  |  |  |

| 23 de marzo         | Minneapolis Lakers                   | 88–108      | Indianapolis Olympians     |  |  |  |
|                     | Parciales: 7–28, 29–27, 29–30, 23–23 |             |                            |  |  |  |
|                     | Estadísticas Vern Mikkelsen 30       | Reporte Pts | Estadísticas Alex Groza 40 |  |  |  |
| Serie empatada, 1–1 |                                      |             |                            |  |  |  |
|                     |                                      |             |                            |  |  |  |

| 25 de marzo                    | Indianapolis Olympians                | 80–85       | Minneapolis Lakers           |  |  |  |
|                                | Parciales: 22–15, 19–18, 18–29, 21–23 |             |                              |  |  |  |
|                                | Estadísticas Alex Groza 38            | Reporte Pts | Estadísticas George Mikan 30 |  |  |  |
| Minneapolis gana la serie, 2–1 |                                       |             |                              |  |  |  |
|                                |                                       |             |                              |  |  |  |

| 1 de diciembre de 1950 | Minneapolis Lakers | 65–66   | Indianapolis Olympians |  |
|                        |                    |         |                        |  |
|                        |                    | Reporte |                        |  |

| 15 de diciembre de 1950 | Minneapolis Lakers | 82–71   | Indianapolis Olympians |  |
|                         |                    |         |                        |  |
|                         |                    | Reporte |                        |  |

| 17 de diciembre de 1950 | Indianapolis Olympians | 60–79   | Minneapolis Lakers |  |
|                         |                        |         |                    |  |
|                         |                        | Reporte |                    |  |

| 14 de enero de 1951 | Indianapolis Olympians | 84–86   | Minneapolis Lakers |  |
|                     |                        |         |                    |  |
|                     |                        | Reporte |                    |  |

| 16 de enero de 1951 | Minneapolis Lakers | 68–82   | Indianapolis Olympians |  |
|                     |                    |         |                        |  |
|                     |                    | Reporte |                        |  |

| 28 de enero de 1951 | Indianapolis Olympians | 75–101  | Minneapolis Lakers |  |
|                     |                        |         |                    |  |
|                     |                        | Reporte |                    |  |

| 3 de febrero de 1951 | Minneapolis Lakers | 89–84   | Indianapolis Olympians |  |
|                      |                    |         |                        |  |
|                      |                    | Reporte |                        |  |

| 11 de febrero de 1951 | Indianapolis Olympians | 78–91   | Minneapolis Lakers |  |
|                       |                        |         |                    |  |
|                       |                        | Reporte |                    |  |

| 16 de febrero de 1951 | Minneapolis Lakers | 76–71   | Indianapolis Olympians |  |
|                       |                    |         |                        |  |
|                       |                    | Reporte |                        |  |

| 25 de febrero de 1951 | Indianapolis Olympians | 75–73   | Minneapolis Lakers |  |
|                       |                        |         |                    |  |
|                       |                        | Reporte |                    |  |

Es el primer encuentro de playoffs entre estos equipos.

#### (2) Rochester Royals vs. (3) Fort Wayne Pistons
| 20 de marzo                    | Fort Wayne Pistons                    | 81–110      | Rochester Royals           |  |  |  |
|                                | Parciales: 14–30, 29–27, 20–25, 18–28 |             |                            |  |  |  |
|                                | Estadísticas Dick Mehen 19            | Reporte Pts | Estadísticas Bob Davies 21 |  |  |  |
| Rochester lidera la serie, 1–0 |                                       |             |                            |  |  |  |
|                                |                                       |             |                            |  |  |  |

| 22 de marzo         | Rochester Royals                      | 78–83       | Fort Wayne Pistons          |  |  |  |
|                     | Parciales: 13–20, 23–24, 18–18, 24–21 |             |                             |  |  |  |
|                     | Estadísticas Arnie Risen 16           | Reporte Pts | Estadísticas Fred Schaus 21 |  |  |  |
| Serie empatada, 1–1 |                                       |             |                             |  |  |  |
|                     |                                       |             |                             |  |  |  |

| 24 de marzo                  | Fort Wayne Pistons                    | 78–97       | Rochester Royals             |  |  |  |
|                              | Parciales: 22–23, 19–23, 11–27, 26–24 |             |                              |  |  |  |
|                              | Estadísticas Fred Schaus 12           | Reporte Pts | Estadísticas Bobby Wanzer 20 |  |  |  |
| Rochester gana la serie, 2–1 |                                       |             |                              |  |  |  |
|                              |                                       |             |                              |  |  |  |

| 4 de noviembre de 1950 | Fort Wayne Pistons | 71–95   | Rochester Royals |  |
|                        |                    |         |                  |  |
|                        |                    | Reporte |                  |  |

| 15 de noviembre de 1950 | Rochester Royals | 85–89   | Fort Wayne Pistons |  |
|                         |                  |         |                    |  |
|                         |                  | Reporte |                    |  |

| 3 de diciembre de 1950 | Rochester Royals | 79–80   | Fort Wayne Pistons |  |
|                        |                  |         |                    |  |
|                        |                  | Reporte |                    |  |

| 23 de diciembre de 1950 | Fort Wayne Pistons | 65–77   | Rochester Royals |  |
|                         |                    |         |                  |  |
|                         |                    | Reporte |                  |  |

| 27 de diciembre de 1950 | Rochester Royals | 74–68   | Fort Wayne Pistons |  |
|                         |                  |         |                    |  |
|                         |                  | Reporte |                    |  |

| 13 de enero de 1951 | Fort Wayne Pistons | 78–99   | Rochester Royals |  |
|                     |                    |         |                  |  |
|                     |                    | Reporte |                  |  |

| 28 de enero de 1951 | Rochester Royals | 88–93   | Fort Wayne Pistons |  |
|                     |                  |         |                    |  |
|                     |                  | Reporte |                    |  |

| 3 de marzo de 1951 | Fort Wayne Pistons | 79–89   | Rochester Royals |  |
|                    |                    |         |                  |  |
|                    |                    | Reporte |                  |  |

Es la segunda vez que se enfrentan estos equipos en playoffs, Pistons ganó el primer encuentro.
| \| 1950 \| Fort Wayne Pistons \| 2–0 \| Rochester Royals \| \| \| \| \| \| \| \| \| \| \| \| \| Pabellón: Semifinales División Central 1950 \| |                    |     |                  |                                             |
| 1950 | Fort Wayne Pistons | 2–0 | Rochester Royals |                                             |
| |                    |     |                  |                                             |
| |                    |     |                  | Pabellón: Semifinales División Central 1950 |

## Finales de División

### División Este

#### (3) New York Knicks vs. (4) Syracuse Nationals
| 28 de marzo                 | Syracuse Nationals                    | 92–103      | New York Knicks              |  |  |  |
|                             | Parciales: 22–23, 17–25, 19–24, 34–31 |             |                              |  |  |  |
|                             | Estadísticas George Ratkovicz 22      | Reporte Pts | Estadísticas Vince Boryla 30 |  |  |  |
| Knicks lidera la serie, 1–0 |                                       |             |                              |  |  |  |
|                             |                                       |             |                              |  |  |  |

| 29 de marzo         | New York Knicks                       | 80–102      | Syracuse Nationals            |  |  |  |
|                     | Parciales: 19–22, 17–21, 17–27, 27–32 |             |                               |  |  |  |
|                     | Estadísticas Ray Lumpp 16             | Reporte Pts | Estadísticas Dolph Schayes 21 |  |  |  |
| Serie empatada, 1–1 |                                       |             |                               |  |  |  |
|                     |                                       |             |                               |  |  |  |

| 31 de marzo                 | Syracuse Nationals                                | 75–77       | New York Knicks                |  |  |  |
|                             | Parciales: 20–16, 16–12, 15–22, 19–20 (T.E.: 5–7) |             |                                |  |  |  |
|                             | Estadísticas Dolph Schayes 17                     | Reporte Pts | Estadísticas Harry Gallatin 18 |  |  |  |
| Knicks lidera la serie, 2–1 |                                                   |             |                                |  |  |  |
|                             |                                                   |             |                                |  |  |  |

| 1 de abril          | New York Knicks                       | 83–90       | Syracuse Nationals            |  |  |  |
|                     | Parciales: 12–25, 22–21, 26–19, 23–25 |             |                               |  |  |  |
|                     | Estadísticas Max Zaslofsky 20         | Reporte Pts | Estadísticas Dolph Schayes 34 |  |  |  |
| Serie empatada, 2–2 |                                       |             |                               |  |  |  |
|                     |                                       |             |                               |  |  |  |

| 4 de abril                | Syracuse Nationals                    | 81–83       | New York Knicks              |  |  |  |
|                           | Parciales: 20–25, 22–17, 22–15, 17–26 |             |                              |  |  |  |
|                           | Estadísticas Dolph Schayes 14         | Reporte Pts | Estadísticas Vince Boryla 23 |  |  |  |
| Knicks gana la serie, 3–2 |                                       |             |                              |  |  |  |
|                           |                                       |             |                              |  |  |  |

| 11 de noviembre de 1950 | Syracuse Nationals | 72–74   | New York Knicks |  |
|                         |                    |         |                 |  |
|                         |                    | Reporte |                 |  |

| 19 de noviembre de 1950 | New York Knicks | 83–96   | Syracuse Nationals |  |
|                         |                 |         |                    |  |
|                         |                 | Reporte |                    |  |

| 28 de noviembre de 1950 | Syracuse Nationals | 84–108  | New York Knicks |  |
|                         |                    |         |                 |  |
|                         |                    | Reporte |                 |  |

| 17 de diciembre de 1950 | New York Knicks | 86–95   | Syracuse Nationals |  |
|                         |                 |         |                    |  |
|                         |                 | Reporte |                    |  |

| 6 de enero de 1951 | Syracuse Nationals | 87–85   | New York Knicks |  |
|                    |                    |         |                 |  |
|                    |                    | Reporte |                 |  |

| 1 de febrero de 1951 | New York Knicks | 93–90   | Syracuse Nationals |  |
|                      |                 |         |                    |  |
|                      |                 | Reporte |                    |  |

| 8 de febrero de 1951 | New York Knicks | 83–96   | Syracuse Nationals |  |
|                      |                 |         |                    |  |
|                      |                 | Reporte |                    |  |

| 17 de febrero de 1951 | Syracuse Nationals | 75–88   | New York Knicks |  |
|                       |                    |         |                 |  |
|                       |                    | Reporte |                 |  |

| 25 de febrero de 1951 | New York Knicks | 93–98   | Syracuse Nationals |  |
|                       |                 |         |                    |  |
|                       |                 | Reporte |                    |  |

| 3 de marzo de 1951 | Syracuse Nationals | 78–97   | New York Knicks |  |
|                    |                    |         |                 |  |
|                    |                    | Reporte |                 |  |

Es la segunda vez que se enfrentan estos equipos en playoffs, Syracuse ganó el primer encuentro.
| \| 1950 \| Syracuse Nationals \| 2–1 \| New York Knicks \| \| \| \| \| \| \| \| \| \| \| \| \| Pabellón: Finales División Este 1950 \| |                    |     |                 |                                      |
| 1950 | Syracuse Nationals | 2–1 | New York Knicks |                                      |
| |                    |     |                 |                                      |
| |                    |     |                 | Pabellón: Finales División Este 1950 |

### División Oeste

#### (1) Minneapolis Lakers vs. (2) Rochester Royals
| 29 de marzo                      | Rochester Royals                      | 73–76       | Minneapolis Lakers             |  |  |  |
|                                  | Parciales: 20–20, 18–18, 10–16, 25–22 |             |                                |  |  |  |
|                                  | Estadísticas Arnie Risen 24           | Reporte Pts | Estadísticas Vern Mikkelsen 23 |  |  |  |
| Minneapolis lidera la serie, 1–0 |                                       |             |                                |  |  |  |
|                                  |                                       |             |                                |  |  |  |

| 31 de marzo         | Rochester Royals                      | 70–66       | Minneapolis Lakers          |  |  |  |
|                     | Parciales: 17–16, 20–14, 16–19, 17–17 |             |                             |  |  |  |
|                     | Estadísticas Red Holzman 23           | Reporte Pts | Estadísticas Jim Pollard 20 |  |  |  |
| Serie empatada, 1–1 |                                       |             |                             |  |  |  |
|                     |                                       |             |                             |  |  |  |

| 1 de abril                     | Minneapolis Lakers                    | 70–83       | Rochester Royals             |  |  |  |
|                                | Parciales: 22–31, 17–17, 20–20, 11–15 |             |                              |  |  |  |
|                                | Estadísticas George Mikan 23          | Reporte Pts | Estadísticas Bobby Wanzer 20 |  |  |  |
| Rochester lidera la serie, 2–1 |                                       |             |                              |  |  |  |
|                                |                                       |             |                              |  |  |  |

| 4 de abril                   | Minneapolis Lakers                    | 75–80       | Rochester Royals            |  |  |  |
|                              | Parciales: 26–25, 14–16, 16–18, 19–21 |             |                             |  |  |  |
|                              | Estadísticas George Mikan 32          | Reporte Pts | Estadísticas Arnie Risen 26 |  |  |  |
| Rochester gana la serie, 3–1 |                                       |             |                             |  |  |  |
|                              |                                       |             |                             |  |  |  |

| 18 de noviembre de 1950 | Minneapolis Lakers | 86–77   | Rochester Royals |  |
|                         |                    |         |                  |  |
|                         |                    | Reporte |                  |  |

| 19 de noviembre de 1950 | Rochester Royals | 77–90   | Minneapolis Lakers |  |
|                         |                  |         |                    |  |
|                         |                  | Reporte |                    |  |

| 13 de diciembre de 1950 | Rochester Royals | 82–72   | Minneapolis Lakers |  |
|                         |                  |         |                    |  |
|                         |                  | Reporte |                    |  |

| 28 de diciembre de 1950 | Minneapolis Lakers | 67–75   | Rochester Royals |  |
|                         |                    |         |                  |  |
|                         |                    | Reporte |                  |  |

| 7 de enero de 1951 | Rochester Royals | 57–69   | Minneapolis Lakers |  |
|                    |                  |         |                    |  |
|                    |                  | Reporte |                    |  |

| 8 de febrero de 1951 | Rochester Royals | 58–69   | Minneapolis Lakers |  |
|                      |                  |         |                    |  |
|                      |                  | Reporte |                    |  |

| 17 de febrero de 1951 | Minneapolis Lakers | 82–87   | Rochester Royals |  |
|                       |                    |         |                  |  |
|                       |                    | Reporte |                  |  |

| 6 de marzo de 1951 | Minneapolis Lakers | 79–90   | Rochester Royals |  |
|                    |                    |         |                  |  |
|                    |                    | Reporte |                  |  |

Es la segunda vez que se enfrentan estos equipos en playoffs, Minneapolis ganó en el primer encuentro.
| \| 1949 \| Rochester Royals \| 0–2 \| Minneapolis Lakers \| \| \| \| \| \| \| \| \| \| \| \| \| Pabellón: Finales División Oeste 1949 \| |                  |     |                    |                                       |
| 1949 | Rochester Royals | 0–2 | Minneapolis Lakers |                                       |
| |                  |     |                    |                                       |
| |                  |     |                    | Pabellón: Finales División Oeste 1949 |

## Finales de la NBA: (E3) New York Knicks vs. (O2) Rochester Royals
| 7 de abril                     | New York Knicks                       | 65–92       | Rochester Royals            |  |  |  |
|                                | Parciales: 18–24, 16–27, 16–21, 15–20 |             |                             |  |  |  |
|                                | Estadísticas Vince Boryla 13          | Reporte Pts | Estadísticas Arnie Risen 24 |  |  |  |
| Rochester lidera la serie, 1–0 |                                       |             |                             |  |  |  |
|                                |                                       |             |                             |  |  |  |

| 8 de abril                     | New York Knicks                       | 84–99       | Rochester Royals           |  |  |  |
|                                | Parciales: 17–26, 21–21, 28–26, 18–26 |             |                            |  |  |  |
|                                | Estadísticas Max Zaslofsky 28         | Reporte Pts | Estadísticas Bob Davies 24 |  |  |  |
| Rochester lidera la serie, 2–0 |                                       |             |                            |  |  |  |
|                                |                                       |             |                            |  |  |  |

| 11 de abril                    | Rochester Royals                      | 78–71       | New York Knicks              |  |  |  |
|                                | Parciales: 15–17, 20–16, 16–15, 27–23 |             |                              |  |  |  |
|                                | Estadísticas Arnie Risen 27           | Reporte Pts | Estadísticas Vince Boryla 20 |  |  |  |
| Rochester lidera la serie, 3–0 |                                       |             |                              |  |  |  |
|                                |                                       |             |                              |  |  |  |

| 13 de abril                    | Rochester Royals                      | 73–79       | New York Knicks                |  |  |  |
|                                | Parciales: 10–21, 18–19, 28–17, 17–22 |             |                                |  |  |  |
|                                | Estadísticas Arnie Risen 26           | Reporte Pts | Estadísticas Harry Gallatin 22 |  |  |  |
| Rochester lidera la serie, 3–1 |                                       |             |                                |  |  |  |
|                                |                                       |             |                                |  |  |  |

| 15 de abril                    | New York Knicks                       | 92–89       | Rochester Royals             |  |  |  |
|                                | Parciales: 25–28, 19–21, 29–21, 19–19 |             |                              |  |  |  |
|                                | Estadísticas Connie Simmons 26        | Reporte Pts | Estadísticas Bobby Wanzer 21 |  |  |  |
| Rochester lidera la serie, 3–2 |                                       |             |                              |  |  |  |
|                                |                                       |             |                              |  |  |  |

| 18 de abril         | Rochester Royals                      | 73–80       | New York Knicks               |  |  |  |
|                     | Parciales: 21–19, 17–19, 12–15, 23–27 |             |                               |  |  |  |
|                     | Estadísticas Arnie Johnson 27         | Reporte Pts | Estadísticas Max Zaslofsky 23 |  |  |  |
| Serie empatada, 3–3 |                                       |             |                               |  |  |  |
|                     |                                       |             |                               |  |  |  |

| 21 de abril                  | New York Knicks                       | 75–79       | Rochester Royals            |  |  |  |
|                              | Parciales: 16–22, 18–18, 26–22, 15–17 |             |                             |  |  |  |
|                              | Estadísticas Max Zaslofsky 16         | Reporte Pts | Estadísticas Arnie Risen 24 |  |  |  |
| Rochester gana la serie, 4–3 |                                       |             |                             |  |  |  |
|                              |                                       |             |                             |  |  |  |

| 30 de noviembre de 1950 | Rochester Royals | 74–79   | New York Knicks |  |
|                         |                  |         |                 |  |
|                         |                  | Reporte |                 |  |

| 1 de enero de 1951 | New York Knicks | 88–91   | Rochester Royals |  |
|                    |                 |         |                  |  |
|                    |                 | Reporte |                  |  |

| 21 de enero de 1951 | Rochester Royals | 83–88   | New York Knicks |  |
|                     |                  |         |                 |  |
|                     |                  | Reporte |                 |  |

| 23 de enero de 1951 | New York Knicks | 92–102  | Rochester Royals |  |
|                     |                 |         |                  |  |
|                     |                 | Reporte |                  |  |

| 14 de febrero de 1951 | Rochester Royals | 65–81   | New York Knicks |  |
|                       |                  |         |                 |  |
|                       |                  | Reporte |                 |  |

| 27 de febrero de 1951 | New York Knicks | 90–100  | Rochester Royals |  |
|                       |                 |         |                  |  |
|                       |                 | Reporte |                  |  |

Es el primer encuentro de playoffs entre estos equipos.